# Kevin Griffiths
Kevin Griffiths (* 1978 in London) ist ein britischer Dirigent.

## Leben
Kevin Griffiths ist der Sohn des Dirigenten Howard Griffiths und der Violistin Semra Griffiths. Er studierte zunächst Violine bei Igor Ozim und Giuliano Carmignola, dann Dirigieren bei Colin Metters, Colin Davis and Yan Pascal Tortelier an der Royal Academy of Music in London. Weitere Lehrer waren Mark Elder und David Zinman. 2003/2004 erhielt er ein Stipendium beim Aspen Music Festival and School. 2010 gewann er aus fast 600 Kandidaten den 2. Preis beim Internationalen Dirigentenwettbewerb Sir Georg Solti. In der Saison 2010/11 war Griffiths Stipendiat des „Melgaard Young Conductors Scheme“ beim Orchestra of the Age of Enlightenment London, einem führenden Orchester auf Historischen Instrumenten. Dabei assistierte er Dirigenten wie Wladimir Jurowski, Trevor Pinnock und Simon Rattle.
Griffiths ist Mitgründer und Chefdirigent des London Steve Reich Ensemble, das international gastiert und dessen erste CD für das Label cpo mit einem Diapason d’or ausgezeichnet wurde. Seine zweite Aufnahme mit dem Ensemble wurde im September 2011 unter dem Label EMI Classics veröffentlicht.
Kevin Griffiths war von 2011 bis 2018 Künstlerischer Leiter und Chefdirigent des Collegium Musicum Basel.
Griffiths arbeitete mit zahlreichen Orchestern wie dem Tonhalle-Orchester Zürich, dem Luzerner Sinfonieorchester, dem Sinfonieorchester Basel, dem hr-Sinfonieorchester, dem Frankfurter Opern- und Museumsorchester oder dem Orchestra of the Age of Enlightenment zusammen, außerdem mit namhaften Künstlern wie James Galway, Isabelle van Keulen oder Dimitri Ashkenazy.

## Diskografie
- 2011: mit London Steve Reich Ensemble: Steve Reich, Different Trains, EMI Classics